# Motorcross der Naties 2012
De 66e Motorcross der Naties werd gereden op 30 september 2012 in het Belgische Lommel.
Van de meer dan dertig deelnemende landen mochten de twintig besten uit de kwalificaties deelnemen aan de finale. Elke ploeg bestond uit drie rijders: één in de MX1-klasse, één in de MX2-klasse, en één in de "Open" klasse, dus met vrije keuze van de motor. De wedstrijd bestond uit drie reeksen waarin telkens twee rijders per land uitkwamen: resp. MX1 en MX2, MX2 en Open, en MX1 en Open. De puntenstand per land was de som van de vijf beste plaatsen die de rijders in de reeksen behaalden; het slechtste resultaat werd geschrapt.
- Voor België bestond de ploeg uit Clément Desalle (MX1), Jeremy Van Horebeek (MX2) en Ken De Dycker (Open).
- Voor Nederland bestond de ploeg uit Marc de Reuver (MX1), Glenn Coldenhoff (MX2) en Jeffrey Herlings (Open).

## Uitslag Kwalificaties

### Kwalificatiereeks MX1
| 1  | Antonio Cairoli  | Italië              |
| 2  | Maximilian Nagl  | Duitsland           |
| 3  | Clément Desalle  | België              |
| 4  | Gautier Paulin   | Frankrijk           |
| 5  | Evgeny Bobryshev | Rusland             |
| 6  | Ryan Dungey      | Verenigde Staten    |
| 7  | Marc de Reuver   | Nederland           |
| 8  | Rui Gonçalves    | Portugal            |
| 9  | Joshua Coppins   | Nieuw-Zeeland       |
| 10 | Tommy Searle     | Verenigd Koninkrijk |

### Kwalificatiereeks MX2
| 1  | Ken Roczen          | Duitsland           |
| 2  | Jeremy Van Horebeek | België              |
| 3  | Blake Baggett       | Verenigde Staten    |
| 4  | Marvin Musquin      | Frankrijk           |
| 5  | Jake Nicholls       | Verenigd Koninkrijk |
| 6  | Glenn Coldenhoff    | Nederland           |
| 7  | Aleksandr Tonkov    | Rusland             |
| 8  | Luke Styke          | Australië           |
| 9  | Priit Rätsep        | Estland             |
| 10 | Even Heibye         | Noorwegen           |

### Kwalificatiereeks Open
| 1  | Jeffrey Herlings | Nederland           |
| 2  | Ken De Dycker    | België              |
| 3  | Tanel Leok       | Estland             |
| 4  | Max Anstie       | Verenigd Koninkrijk |
| 5  | Davide Guarneri  | Italië              |
| 6  | Todd Waters      | Australië           |
| 7  | Marcus Schiffer  | Duitsland           |
| 8  | Valentin Guillod | Zwitserland         |
| 9  | Luís Correia     | Portugal            |
| 10 | Filip Bengtsson  | Zweden              |

## Uitslag Reeksen

### Eerste Reeks (MX1 + MX2)
| 1   | Antonio Cairoli     | Italië              |
| 2   | Gautier Paulin      | Frankrijk           |
| 3   | Maximilian Nagl     | Duitsland           |
| 4   | Clément Desalle     | België              |
| 5   | Ken Roczen          | Duitsland           |
| 6   | Evgeny Bobryshev    | Rusland             |
| 7   | Ryan Dungey         | Verenigde Staten    |
| 8   | Tommy Searle        | Verenigd Koninkrijk |
| 9   | Marc de Reuver      | Nederland           |
| 10  | Jeremy Van Horebeek | België              |
| ... | ...                 | ...                 |
| 15  | Glenn Coldenhoff    | Nederland           |

### Tweede reeks (MX2 + Open)
| 1   | Jeffrey Herlings    | Nederland           |
| 2   | Tanel Leok          | Estland             |
| 3   | Ken De Dycker       | België              |
| 4   | Ken Roczen          | Duitsland           |
| 5   | Davide Guarneri     | Italië              |
| 6   | Blake Baggett       | Verenigde Staten    |
| 7   | Marcus Schiffer     | Duitsland           |
| 8   | Todd Waters         | Australië           |
| 9   | Max Anstie          | Verenigd Koninkrijk |
| 10  | Xavier Boog         | Frankrijk           |
| ... | ...                 | ...                 |
| 38  | Jeremy Van Horebeek | België              |
| 39  | Glenn Coldenhoff    | Nederland           |

### Derde Reeks  (MX1 + Open)
| 1   | Antonio Cairoli  | Italië           |
| 2   | Jeffrey Herlings | Nederland        |
| 3   | Justin Barcia    | Verenigde Staten |
| 4   | Tanel Leok       | Estland          |
| 5   | Ken De Dycker    | België           |
| 6   | Maximilian Nagl  | Duitsland        |
| 7   | Clément Desalle  | België           |
| 8   | Gautier Paulin   | Frankrijk        |
| 9   | Ryan Dungey      | Verenigde Staten |
| 10  | Rui Gonçalves    | Portugal         |
| ... | ...              | ...              |
| 17  | Marc de Reuver   | Nederland        |

### Eindstand
| 1  | Duitsland           | 25 (3+4+5+6+7)      |
| 2  | België              | 29 (3+4+5+7+10)     |
| 3  | Verenigde Staten    | 39 (3+6+7+9+14)     |
| 4  | Nederland           | 44 (1+2+9+15+17)    |
| 5  | Italië              | 45 (1+1+5+13+25)    |
| 6  | Frankrijk           | 47 (2+8+10+11+16)   |
| 7  | Estland             | 56 (2+4+15+17+18)   |
| 8  | Verenigd Koninkrijk | 56 (8+9+11+12+16)   |
| 9  | Portugal            | 80 (10+12+13+21+24) |
| 10 | Australië           | 83 (8+15+19+20+21)  |